# Трунтов Сергій Олексійович
Сергій Олексійович Трунтов (рос. Сергей Алексеевич Трунтов; 11 березня 1987, Бійськ, РРФСР — 19 серпня 2022, Красна Поляна, Україна) — російський офіцер, майор ЗС РФ. Герой Російської Федерації.

## Біографія
В 2002 році закінчив Корнилівську середню загальноосвітню школу, в 2005 році — Єкатеринбурзьке суворовське військове училище, в 2010 році — Новосибірське вище військове командне училище, після чого служив в 22-й окремій бригаді спеціального призначення. Професійно займався альпінізмом. Учасник анексії Криму. Двічі перебував у відрядженні в Сирії. З лютого 2022 року брав участь у вторгненні в Україну. Загинув у бою. Похований в Митищинському районі.

## Нагороди
- Орден Мужності
- Медаль «За відвагу»
- Медаль Суворова
- Медаль «За відзнаку у військовій службі» 3-го ступеня (10 років)
- Медаль «За повернення Криму»
- Медаль «Учаснику військової операції в Сирії»
- Звання «Герой Російської Федерації» (24 січня 2023, посмертно) — « за мужність і героїзм, проявлені під час виконання військового обов'язку.»

## Вшанування пам'яті
18 грудня 2023 року в Єкатеринбурзькому суворовському військовому училищі був відкритий барельєф Трунтова.